# Acropoli di Gela
L'acropoli di Gela o acropoli di Molino a Vento è l'area in cui sorgeva l'antica città di Gela.

## Storia

### Preistoria
Le più antiche evidenze archeologiche dell'area risalgono all'età del Rame con la facies di S. Cono-Piano Notaro risalente alla seconda metà del IV millennio a.C. e la prima metà del III millennio a.C. Sono presenti delle tombe a fossa circolare circondate da lastre in pietra verticale poste a ovest del tempio B, il tempio arcaico.
Lungo il pendio settentrionale vi sono tracce di un villaggio capannicolo dell'età del bronzo antico appartenente alla facies di Castelluccio, 2200-1450 a.C. Qui è stato ritrovato un vaso con sette corni fittili. Sembra poi che l'acropoli sia rimasta disabitata sino all'arrivo dei primi coloni nell'VIII sec a.C.

### La colonizzazione greca
La fondazione della colonia greca avvenne nel 688 a.C. (Tucidide, VI 4.3) da coloni di Rodi e Creta guidati da Antifemo ed Entimo nell'area dell'attuale acropoli. Tuttavia sono stati ritrovate tracce di una presenza stabile già dall'VIII sec a.C. che darebbe conferma della notizia di Tucidide secondo cui prima della fondazione giunsero dei rodioti di Lindos che si stabilirono nell'acropoli chiamando l'insediamento Lindioi.
Poco resta delle prime costruzioni precoloniali in quanto realizzate con mattoni crudi e legno, mentre appaiono più consistenti le documentazioni del VII sec a.C. con la costruzione di edifici sacri (Edificio I e II) realizzati con pietre e ciottoli di fiume. Si segnala inoltre della stessa epoca un sacello in antis (Tempio A) riaffiorato sotto le fondazioni del tempio B.

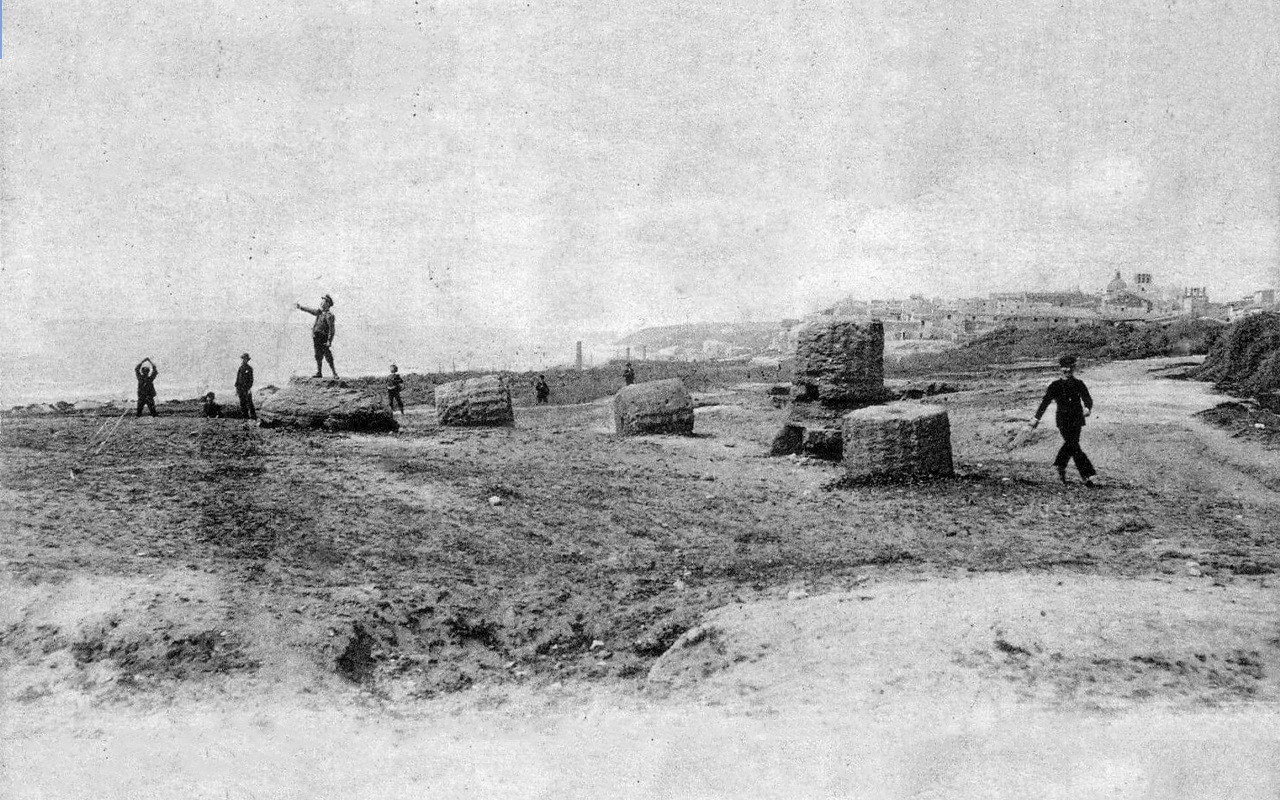
L'acropoli nei primi del Novecento. La colonna dorica giace ancora a terra, in attesa degli interventi di Paolo Orsi

Nel VI sec a.C. avvenne un rinnovamento dell'area con la costruzione del muro di cinta a nord e la realizzazione dell'assetto urbanistico con pianta regolare. Fu così tracciata la plateia con asse est-ovest e le stenopoi. Sorsero nuovi edifici sacri come l'edificio VII e l'VIII. Inoltre venne eretto il tempio B, con 6 colonne sulla fronte e 12 sui lati lunghi, la costruzione era dedicata ad Atena Lindia. Sotto le tirannidi di Cleandro, Ippocrate e Gelone l'impianto urbanistico assunse un assetto definitivo con isolati da 30,50 m separati da stenopoi larghi 4 m. L'assetto venne mantenuto sino al IV sec a.C.
Nel V sec a.C. gli edifici vennero costruiti con blocchi di arenaria nel settore settentrionale dell'acropoli. Venne poi eretto l'edificio VI da cui provengono le antefisse esposte al museo. Mentre nel settore meridionale ad est del tempio arcaico (21x12 m) sorse un tempio dorico dedicato ad Atena in onore della vittoria greca sui Cartaginesi nella battaglia di Himera del 480 a.C. Dell'edificio resta poco, tracce del basamento e una colonna. Molto materiale infatti venne asportato in epoca federiciana. Infine il tempio dedicato forse a Zeus Atabyrios nella parte occidentale dell'acropoli.
Dopo la distruzione operata dai Cartaginesi nel 405 a.C. sull'acropoli furono realizzati altri edifici a pianta rettangolare come l'edificio XII e XIII. Il XII era un tempio dedicato al culto di Demetra.
Nella seconda metà del IV sec a.C. la città ebbe un momento di rinascita con Timoleonte. L'acropoli venne di nuovo trasformata. Vennero eliminate alcune strade e lo stenopos III prolungato sino a sopra il basamento del tempio B. Gli edifici vennero distribuiti in maniera meno regolare e destinati ad un uso artigianale, come l'edificio XIV.
A seguito della conquista di Agatocle nel 311-310 a.C. il sito venne abbandonato.
L'abbandono definitivo della zona avvenne nel 282 a.C. a seguito della distruzione della città operata dal tiranno di Agrigento Finzia.

### Oggi
L'area oggi è recintata e addossata al Museo archeologico regionale di Gela e risulta visitabile.

## Il sito
A sud dell’acropoli, nella zona chiamata Bosco Littorio sono stati rinvenuti i resti di un emporio, in prossimità della foce del fiume Gela (VII-V secolo a.C.). In questo luogo probabilmente sorgeva il porto della città, dove sarebbe giunta una delle navi greche ritrovate nelle acque antistanti e destinata al trasporto di anfore di vario tipo e di un carico di merce pregiata.
Le necropoli si estendevano fuori le mura, a est del fiume e ad ovest dell’acropoli. Esse furono scavate da Paolo Orsi e comprendevano tipologie con varie sepolture.
Oltre ai santuari dell'acropoli vi erano complessi sacri, al di fuori delle mura, fondati già dal VII secolo a.C.: sono stati identificati nelle attuali via Eschilo e via Apollo. Questo santuario, che comprendeva anche sacelli minori decorati da antefisse a mashera sillenica, fu in uso fino al IV secolo a.C. Sul terrazzo a sud del municipio vi era il secondo santuario dedicato ad Era, testimoniato dalle iscrizioni con il nome graffito della dea. Per il volere dei Dinomenidi sorsero diversi santuari rivolti al culto delle divinità ctonie; uno di essi fu dedicato a Demetra, il Thesmophorion, collocato in contrada Bitalemi. In località Carrubbazza vi era un santuario delle divinità ctonie, un altro ancora presso l'ex scalo ferroviario. Dagli scavi emerge un culto anche per l'ecista Antifemo, cui è stato dedicato un heroon.

## Criticità
Come la maggior parte dei siti archeologici siciliani anche quello di Gela presenta delle sofferenze finanziarie che impediscono persino il taglio della sterpaglia. Per questa ragione la dirigenza nel 2017 ha lanciato un appello di raccolta fondi per aiutare l'area.

## Colonna dorica
Tra i reperti scoperti attorno all'area urbana venne rinvenuta una colonna dorica, rappresentante e superstite di un tempio sacro (tempio C) dedicato ad Atena Lindia, la dea protettrice della città.

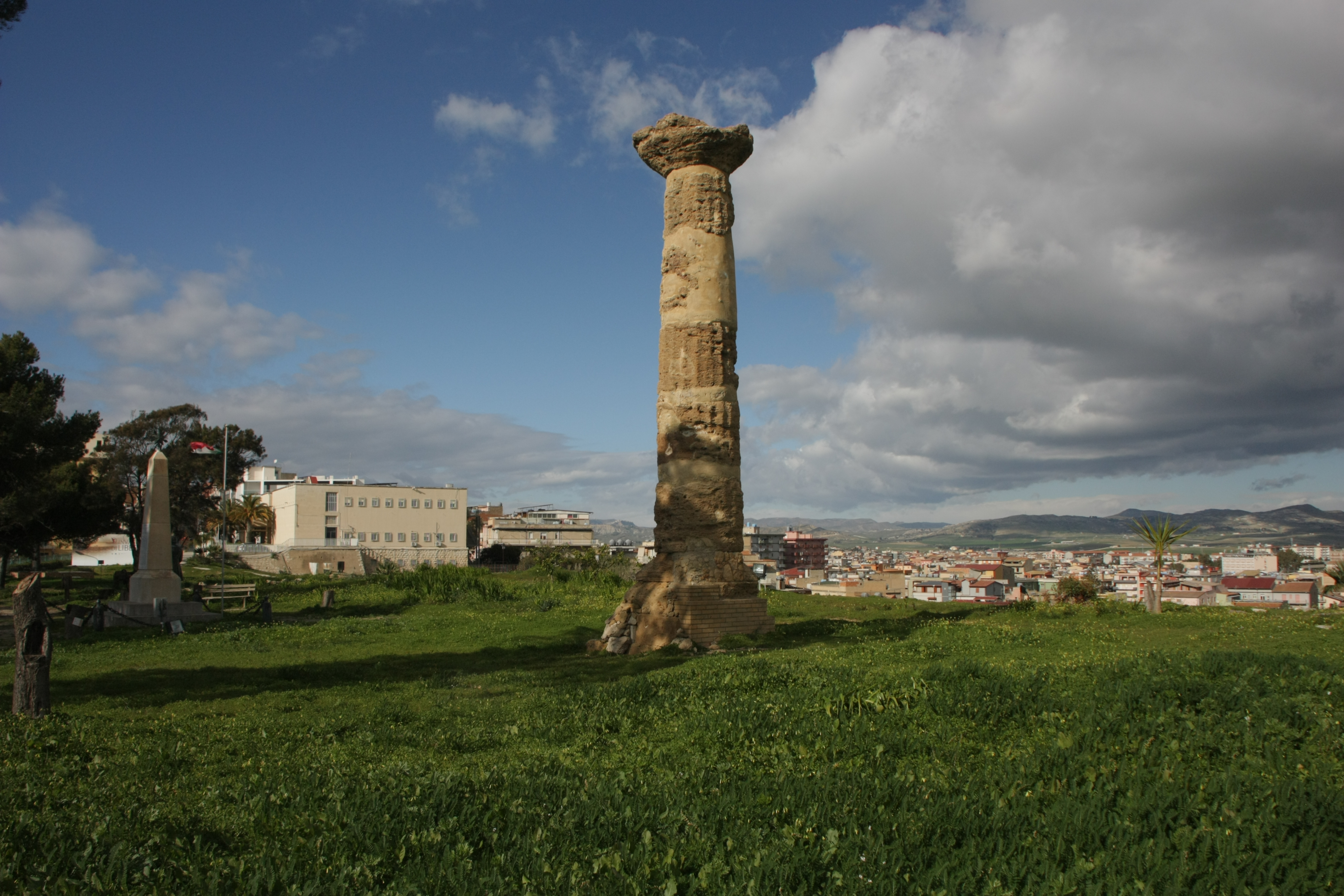
L'unica colonna superstite del Tempio C, dedicato ad Atena Lindia. Sullo sfondo il museo archeologico

La costruzione del tempio dorico, di circa 51 x 22 metri, fu voluta dal tiranno Gerone I per ricordare la vittoria dei Sicelioti sui Cartaginesi avvenuta a Himera nel 480 a.C. L'edificio sacro originariamente disponeva di 6 colonne sui lati corti e 14 su quelli lunghi. Per la decorazione della copertura del tetto e del frontone fu adoperato il pregiato marmo delle isole Cicladi, come testimoniato dai frammenti di acroteri in marmo cicladico.
La presenza di una sola colonna documenta come anche questo tempio venne distrutto nel 405 a.C. a seguito del saccheggio che la città subì dai Cartaginesi sotto la guida di Imilcone II. Dopo la fuga degli abitanti, Imilcone diede alle fiamme l'antica Gela, demolendo gli edifici sacri e abbattendo il tempio di Atena. In seguito alla distruzione della città, ciò che rimase del tempio fu utilizzato per dare vita ad un emporio nel medioevo come cava per la costruzione di Eraclea.
La colonna, uno dei simboli dell'antica Gela, crollò definitivamente nel corso del Settecento. Nel 1884 venne riconosciuta ufficialmente tra i beni costituenti il patrimonio di memorie patrie cittadine e nel 1948 venne finalmente rialzata su un podio da Paolo Orsi.